# Sequoioideae

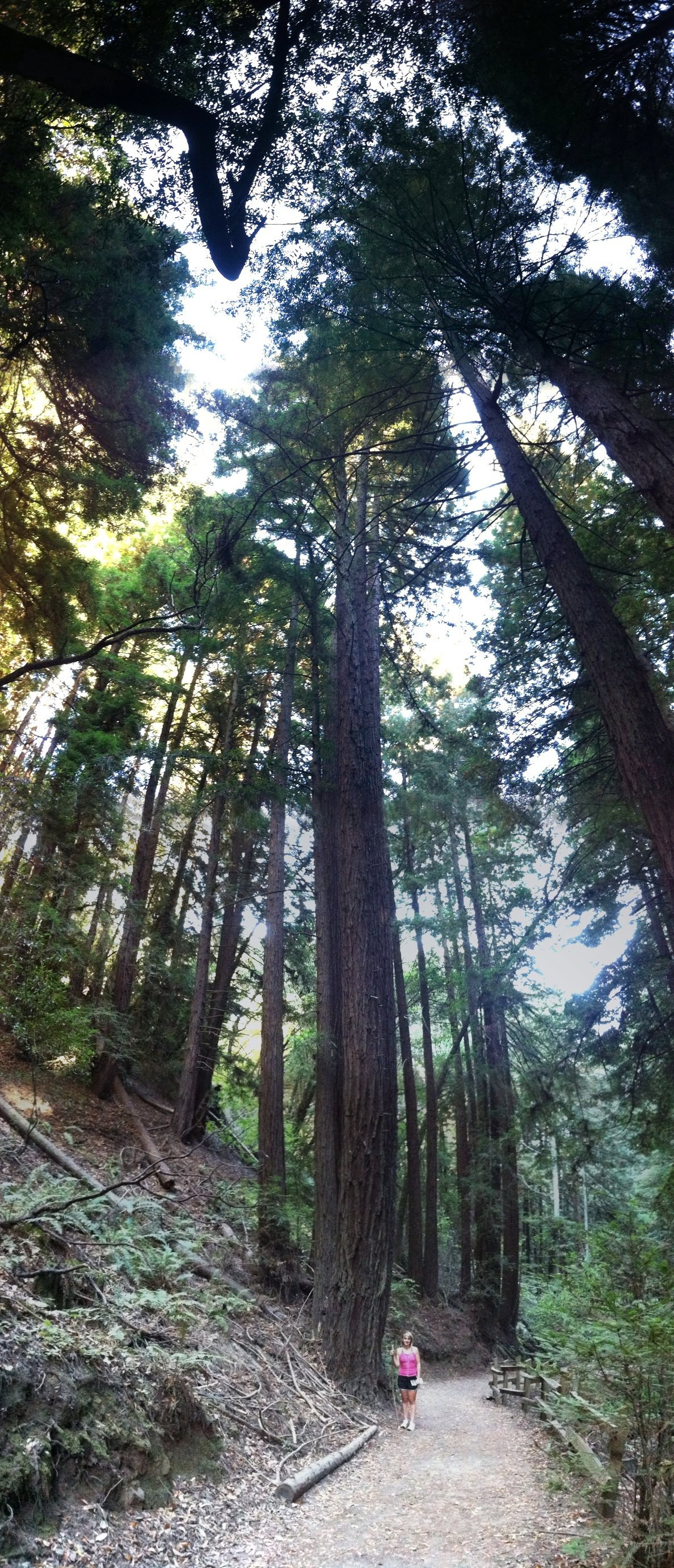
Árvores jovens, mas já altas, de sequoia (Sequoia sempervirens) em Oakland, Califórnia.

Sequoioideae é uma subfamília de coníferas da família Cupressaceae que inclui algumas das maiores árvores do mundo. O mais antigo registo fóssil do grupo é conhecido em depósitos do Noriano.

## Descrição
Na sua presente circunscrição taxonómica a subfamília Sequoioideae inclui três géneros: (1) Sequoia, nativo das regiões costeiras da Califórnia e Oregon; (2) Sequoiadendron, nativa da Sierra Nevada da Califórnia; e (3) Metasequoia, oriunda da China. Entre as espécies que integram esta subfamília contam-se as maiores e mais altas árvores do mundo, que podem viver alguns milhares de anos. Apesar dessa longevidade, algumas das espécies encontram-se ameaçads no seu habitat natural devido à actividade madeireira ilegal, supressão dos fogos florestais, mudanças climáticas, cultivo ilegal de marijuana e apanha furtiva de cecídios (galhas).
Apenas os dois géneros norte-americanos, Sequoia e Sequoiadendron, produzem árvores gigantes. Os exemplares de Metasequoia glyptostroboides, a única espécie extante do género Metasequoia, são muito menores.

## Distribuição

### Espécies extantes
O grupo Sequoioideae apresenta na atualidade uma área de distribuição natural fortemente disjunta e restrita a algumas regiões do sueste da Cinha e do noroeste da Califórnia, com as três espécies extantes nos seguintes núcleos:
- O  habitat nativo de Metasequoia glyptostroboides em Chongqing, Hubei e Hunan, no centro-sul da China.
- O habitat nativo das árvores Sequoiadendron giganteum é apenas nas encostas ocidentais da cordilheira da Sierra Nevada da Califórnia.
- O habitat nativo das árvores Sequoia sempervirens é apenas nas florestas costeiras do Norte da Califórnia, na costa da Califórnia do Norte, prolongando-se por vários quilómetros do vizinho Oregon.

### Introdução e naturalização
As duas espécies de sequoias da Califórnia, desde o início do século XIX, e as espécies de sequoias da China, desde 1948, têm sido cultivadas horticulturalmente muito para além dos seus habitats nativos.
Encontram-se em jardins botânicos, parques públicos e paisagens privadas em muitos climas semelhantes em todo o mundo. As plantações fora das suas áreas nativas encontram-se particularmente na Califórnia, no litoral Noroeste e Leste dos Estados Unidos, em áreas da China, Irlanda, Alemanha, Reino Unido, Austrália e na Redwoods Forest, Whakarewarewa, perto de Rotorua, na Nova Zelândia.
São também utilizadas em projectos educativos que recriam o aspeto da megaflora da paisagem do Pleistoceno.

## Filogenia e sistemática

### Filogenia
Vários estudos de caracteres morfológicos e moleculares apoiam fortemente a asserção de que subfamília Sequoioideae constitui um agrupamento monofilético.
A maioria das filogenias modernas coloca Sequoia como grupo irmão de Sequoiadendron e Metasequoia como o grupo externo. Com base em evidências não moleculares, tal modelo leva à seguinte relação entre as espácies extantes do grupo:
|  | M. glyptostroboides |
|  |                     |

|  | S. sempervirens |
|  |                 |

|  | S. giganteum |
|  |              |

|  | S. sempervirens |
|  |                 |

|  | S. giganteum |
|  |              |

|  | M. glyptostroboides |
|  |                     |

|  | S. sempervirens |
|  |                 |

|  | S. giganteum |
|  |              |

|  | S. sempervirens |
|  |                 |

|  | S. giganteum |
|  |              |

|  | M. glyptostroboides |
|  |                     |

|  | S. sempervirens |
|  |                 |

|  | S. giganteum |
|  |              |

|  | S. sempervirens |
|  |                 |

|  | S. giganteum |
|  |              |

|  | M. glyptostroboides |
|  |                     |

|  | S. sempervirens |
|  |                 |

|  | S. giganteum |
|  |              |

|  | S. sempervirens |
|  |                 |

|  | S. giganteum |
|  |              |

|  | M. glyptostroboides |
|  |                     |

|  | S. sempervirens |
|  |                 |

|  | S. giganteum |
|  |              |

|  | S. sempervirens |
|  |                 |

|  | S. giganteum |
|  |              |

|  | M. glyptostroboides |
|  |                     |

|  | S. sempervirens |
|  |                 |

|  | S. giganteum |
|  |              |

|  | S. sempervirens |
|  |                 |

|  | S. giganteum |
|  |              |

|  | M. glyptostroboides |
|  |                     |

|  | S. sempervirens |
|  |                 |

|  | S. giganteum |
|  |              |

|  | S. sempervirens |
|  |                 |

|  | S. giganteum |
|  |              |

|  | M. glyptostroboides |
|  |                     |

|  | S. sempervirens |
|  |                 |

|  | S. giganteum |
|  |              |

|  | S. sempervirens |
|  |                 |

|  | S. giganteum |
|  |              |

No entanto, a origem de um artefato genético peculiar das Sequoioideae, a poliploidia do género Sequoia, gerou uma excepção notável que questiona as especificidades desse consenso relativo, pois a poliploidia, apesar de ser rara entre as gimnospermas, é percebida como bastante comum entre as retantes plantas, com estimativas indicando que de 47% a 100% das plantas com flor e das pteridófitas extantes são derivadas de antigos eventos de poliploidia. Neste caso, a presença de poliploidia indicaria a possibilidade de evolução reticulada entre as Sequoioideae, ou seja que estes táxons se tenham originado por fusão entre linhagens ancestrais.
Sequoia sempervirens é hexaploide (2n= 6x= 66). Para investigar as origens desta poliploidia, foram utilizados dois genes nucleares de cópia única, LFY e NLY, para gerar árvores filogenéticas. Outros investigadores tiveram sucesso com estes genes em estudos semelhantes em diferentes taxa.
Várias hipóteses foram propostas para explicar a origem da poliploidia de Sequoia: alopoliploidia por hibridação entre Metasequoia e alguma Taxodiaceae provavelmente extinta; Metasequoia e Sequoiadendron, ou ancestrais dos dois géneros, como espécies parentais de Sequoia; e auto-hexaploidia, auto-alo-hexaploidia ou alo-hexaploidia segmentar.
Aqueles estudos permitiram descobrir que Sequoia estava agrupada com Metasequoia na árvore gerada usando o gene LFY, mas com Sequoiadendron na árvore gerada com o gene NLY. Análises posteriores apoiaram fortemente a hipótese de que Sequoia foi o resultado de um evento de hibridização envolvendo Metasequoia e Sequoiadendron. Assim, foi levantada a hipótese de que as relações inconsistentes entre Metasequoia, Sequoia e Sequoiadendron poderiam ser um sinal de evolução reticulada (em que duas espécies hibridizam e dão origem a uma terceira) entre os três géneros. No entanto, a longa história evolutiva dos três géneros (os restos fósseis mais antigos são do Jurássico) tornam a resolução das especificidades de quando e como a Sequoia se originou uma questão difícil, especialmente porque depende em parte de um registo fóssil incompleto.

### Sistemática
Na subfamília Sequoioideae existem três géneros extantes monotípicos, ou seja, cada uma com uma espécie viva:
- Género Sequoiadendron
  - Sequoiadendron giganteum
- Género Sequoia
  - Sequoia affinis †
  - Sequoia chinensis †
  - Sequoia dakotensis †
  - Sequoia jeholensis †
  - Sequoia langsdorfii †
  - Sequoia magnifica †
  - Sequoia sempervirens
- Género Metasequoia
  - Metasequoia disticha †
  - Metasequoia foxii †
  - Metasequoia glyptostroboides
  - Metasequoia milleri †
  - Metasequoia occidentalis †

### Paleontologia
Sequoioideae é um táxon antigo, com a mais antiga espécie de Sequoioideae descrita, Sequoia jeholensis, recuperada de depósitos do Jurássico.  O género Medulloprotaxodioxylon, registado no Triássico tardio da China, apoia a ideia de uma origem Noriana.
O registo fóssil mostra uma expansão maciça da área de distribuição no Cretáceo e o domínio da Geoflora Arcto-Terciária, especialmente nas latitudes setentrionais. Géneros de Sequoioideae foram encontrados acima do círculo polar Ártico, na Europa, na América do Norte, e em toda a Ásia e Japão. Uma tendência geral de arrefecimento com início no final do Eocénico e Oligocénico reduziu as áreas setentrionais das Sequoioideae, tal como as eras glaciares subsequentes. As adaptações evolutivas a ambientes antigos persistem nas três espécies, apesar das alterações do clima, da distribuição e da flora associada, especialmente as exigências específicas da sua ecologia de reprodução que acabaram por forçar cada uma das espécies a ocupar áreas de refúgio onde pudessem sobreviver.

## Conservação
Toda a subfamília está ameaçada.  A Lista Vermelha da IUCN - Categoria e Critérios - avalia a Sequoia sempervirens como Em perigo (A2acd), a Sequoiadendron giganteum como Em perigo (B2ab) e a Metasequoia glyptostroboides como Em perigo (B1ab).